# Abadia de Keur Moussa
A Abadia de Keur Moussa ou simplesmente Keur Mousa, perto de Dacar, capital da nação da África Ocidental do Senegal, é um mosteiro beneditino da Congregação de Solesmes. Fundado em 1961 por monges franceses, o mosteiro tornou-se abadia em 1984. Desde 2000  o mosteiro foi o lar de 26 monges sob a liderança do abade Pe. Philippe Champetier de Ribes Christofle. Gravações feitas pela Sacred Spirit Music demonstram os monges tocando harpa corá e cantando, e alcançaram o público ocidental. Sua música mistura ritmos e instrumentos africanos com o canto litúrgico ocidental.

## História
Em 1961, nove monges franceses da Abadia de Solesmes chegaram ao Senegal para estabelecer uma fundação monástica. Em meio a um país em grande parte islâmico, os monges fundadores pretendiam dar aos cristãos a oportunidade de participar da vida beneditina de oração e trabalho, e dar aos não-cristãos um exemplo desse estilo de vida.
Em 1984, o mosteiro alcançou total autonomia, sendo elevado à categoria de abadia em 30 de janeiro. O P. Philippe Champetier de Ribes Christofle foi eleito primeiro abade da comunidade. Dois anos depois, a igreja do mosteiro foi solenemente dedicada.

## Trabalho apostólico
Os monges dedicam-se principalmente ao trabalho agrícola: a irrigação permitiu o cultivo de várias frutas (toranjas, laranjas, limões, mangas, bananas) e vegetais. Além disso, os monges se sustentam produzindo queijo de cabra, a tradicional harpa corá da África Ocidental, e gravações em cassete/CD.
Desde a fundação da sua comunidade, os monges da Abadia de Keur Moussa apoiam a população muçulmana local, prestando cuidados de saúde e distribuindo alimentos aos necessitados. Um dispensário médico e uma escola primária fundada pelos monges são agora operados por grupos de religiosas e leigos, respectivamente.

## Pessoal
Os nove monges fundadores originais eram franceses da Abadia de Solesmes. Em 1998, dois terços dos cerca de 40 membros da comunidade (incluindo noviços, postulantes e candidatos) eram senegaleses.
A partir de 2000, a comunidade de Keur Moussa incluía 26 monges, 12 dos quais eram sacerdotes ordenados. Os monges de Abbaye de Keur Moussa estão sob a liderança do abade Philippe Champetier de Ribes Christofle, que é auxiliado em suas funções por Armand Sauvaget, prior.